# Olivier V. de Clisson

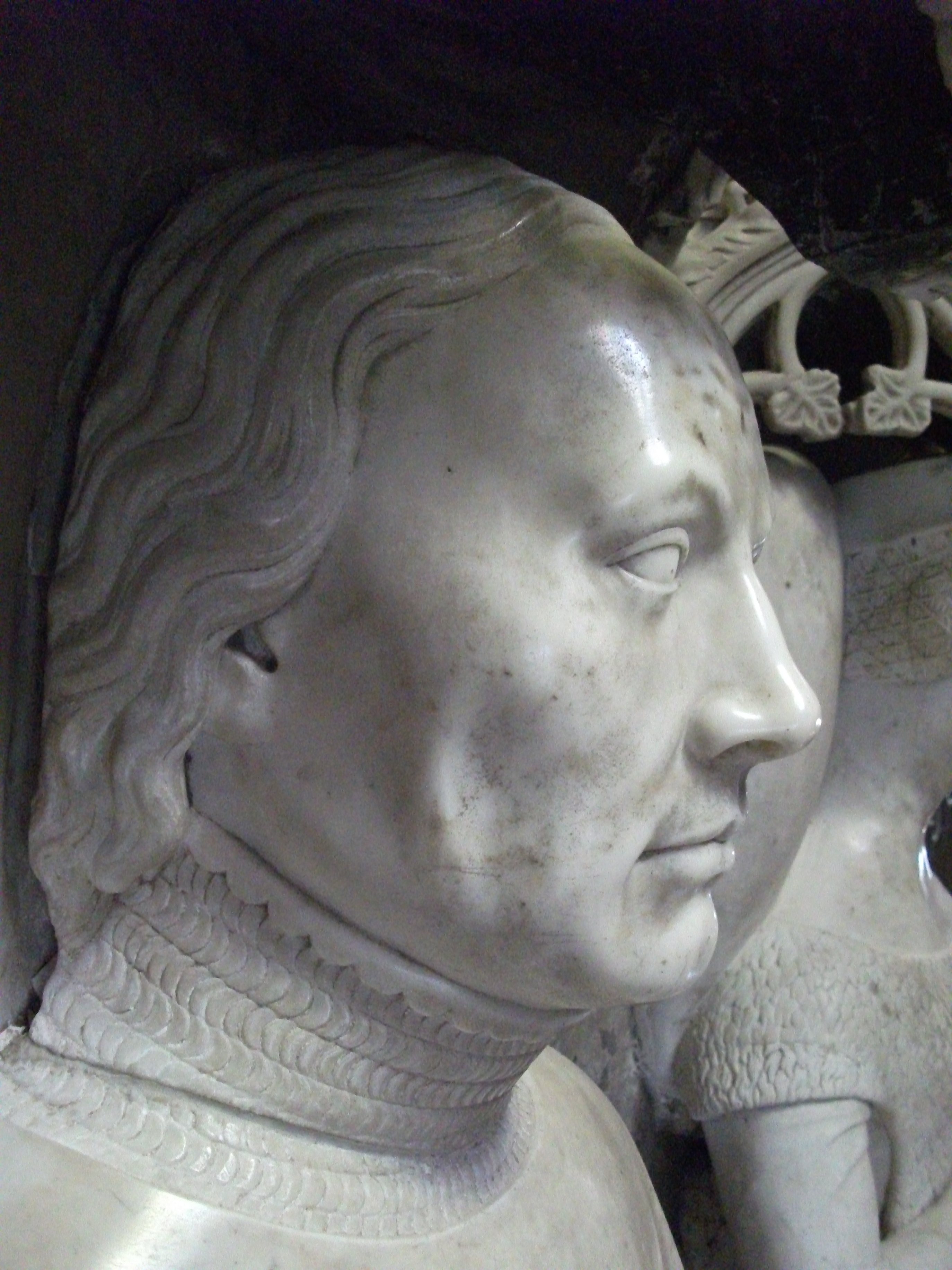
Olivier de Clissons Grab in der Basilika Notre-Dame-du-Roncier in Josselin

Wappen von Olivier V. de Clisson

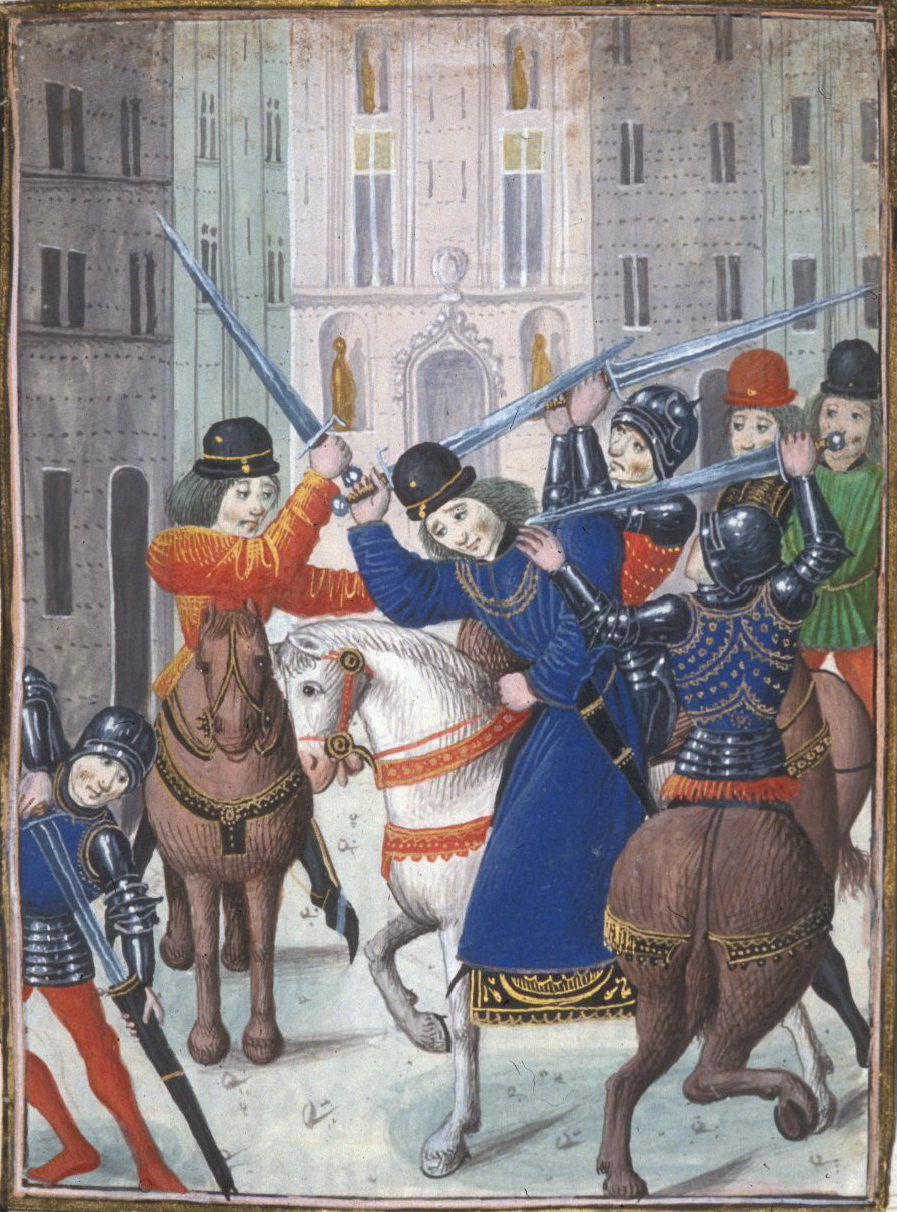
Mordanschlag auf Olivier V. de Clisson (British Library, Harley 4379 f. 152v, zwischen 1470/72)

Olivier V. de Clisson (* 23. April 1336 auf der Burg Clisson; † 22. April 1407 auf Schloss Josselin) war ein französischer Feudalherr und Oberbefehlshaber der königlichen Armee (Connétable von Frankreich) während der ersten Hälfte des Hundertjährigen Krieges zwischen Frankreich und England.

## Leben
Er war der Sohn von Olivier IV. de Clisson aus dem Haus Clisson und Jeanne de Belleville, die später eine Piratin wurde. Sein Vater wurde 1344 auf Befehl König Philipps VI. hingerichtet, der ihn durch Verrat nach Paris gelockt hatte. Olivier V. floh mit seiner Mutter nach England, wo er am Hof des Königs Eduard III. (regierte 1327–1377) gemeinsam mit Johann von Montfort, dem Anwärter auf das Herzogtum Bretagne, erzogen wurde. Er nahm 1364 auf Seiten Montforts an der Schlacht von Auray teil, bei der er ein Auge verlor. Die Schlacht entschied den Bretonischen Erbfolgekrieg und machte Montfort als Johann V. zum Herzog der Bretagne.
Als der neue Herzog ihm den Wald von Le Gâvre als Belohnung für seine Dienste verweigerte und diesen stattdessen John Chandos übereignete, ließ Olivier die Burg Le Gâvre abreißen, um mit dem Baumaterial einige Kilometer südlich, in Blain, einen Donjon zu bauen. Johann V. beschlagnahmte daraufhin Oliviers Herrschaft Châteauceaux, zumal er ihm – erst recht nach dem Erwerb der Herrschaft Josselin im Jahr 1370 – zu mächtig geworden war.
Olivier de Clisson schloss sich nun Bertrand du Guesclin an, dem Connétable des Königs Karl V. (regierte 1364–1380) und Feind des Herzogs, und nahm an den Kämpfen gegen die Engländer teil, die sich in Guyenne festgesetzt hatten. Nach dem Tod du Guesclins im Jahr 1380 ernannte ihn Karl V. zu dessen Nachfolger als Connétable.
Olivier V. de Clisson wurde aufgrund seines unermesslichen Reichtums der Anführer der französischen Partei in der Bretagne. Er machte aus der Burg Josselin eine imposante Festung, indem er sie mit acht Türmen und einem Donjon ausstattete, der 90 Meter hoch war. Für Johann von Blois, den Sohn des bei Auray gefallenen Herzogs Karl von Bretagne, der sich in englischer Gefangenschaft befand, bezahlte er das geforderte Lösegeld, und gab ihm seine Tochter Marguerite, genannt Margot, zur Frau. Seine zweite Tochter, Béatrix, verheiratete er mit Alain VIII. de Rohan und heiratete selbst in zweiter Ehe Marguerite de Rohan, Tochter des Vicomte Jean I. de Rohan.
1392 wurde er Ziel eines Mordanschlags Pierre de Craons, eines persönlichen Feindes. Da Herzog Johann V. die Auslieferung Craons verweigerte, stellte sich König Karl VI. an der Spitze einer Armee, um in die Bretagne einzumarschieren, wurde dann aber in Le Mans von einem ersten Anfall seines späteren Wahnsinns festgehalten.
Nach dem Verlust seines königlichen Beschützers und nach seiner Absetzung durch die Onkel des Königs, versöhnte er sich 1399 mit seinem Landesherrn nach 35 Jahren Auseinandersetzung. Kurze Zeit später starb Johann V.
Olivier de Clisson war im Jahr 1402 der Vorsitzende bei den Krönungszeremonien des neuen Herzogs Johann VI., des jungen Sohnes Johanns V., wurde dann aber bei der Vergabe der Regentschaft nicht berücksichtigt: Regent für Johann VI. wurde Philipp der Kühne, Herzog von Burgund († 1404).
Seine Tochter Margot, die die Ansprüche ihres Ehemanns Johann von Blois, Graf von Penthièvre und Vizegraf von Limoges, auf das Herzogtum unterstützte, zog dadurch den Zorn Oliviers auf sich, der ihr vorhersagte: „Perverse, tu seras la ruine de tes enfants“ – sie werde der Untergang ihrer Kinder sein. Tatsächlich wurden zwei ihrer Söhne wegen eines Aufstands gegen den Herzog hingerichtet, ein dritter 25 Jahre eingekerkert. Johann VI. wiederum, der 1404 die Regierung antrat, ergriff schikanöse Maßnahmen gegen Olivier de Clisson, wollte ihn als Vergeltung für einen Prozess, den dieser gegen ihn anstrengte, enteignen, als Olivier bereits im Sterben lag, und akzeptierte erst im letzten Moment einen finanziellen Ausgleich.